# Java API for RESTful Web Services
JAX-RS : Java API for RESTful Web Services est une interface de programmation Java permettant de créer des services Web avec une architecture REST.
JAX-RS 1.0 est défini par la JSR 311 et JAX-RS 2.0 est défini par la JSR 339.